# إريكا فيش
إريكا فيش (بالألمانية: Erika Fisch)‏، منافسة ألعاب قوى ألمانية، ولدت في 29 أبريل 1934 في هانوفر في ألمانيا.

## وصلات خارجية
- إريكا فيش على موقع أوليمبيديا (الإنجليزية)